# Holly Crawford
Holly Crawford (ur. 10 lutego 1984 w Sydney) – australijska snowboardzistka, trzykrotna medalistka mistrzostw świata.

## Kariera
Po raz pierwszy na arenie międzynarodowej pojawiła się w 2002 rok, startując na mistrzostwach świata juniorów w Rovaniemi, gdzie zajęła trzynaste miejsce w halfpipe'ie i ósme w snowcrossie. W zawodach Pucharu Świata zadebiutowała 17 grudnia 2002 roku w Whistler, zajmując 12. miejsce w halfpipe’ie. Tym samym już w swoim debiucie wywalczyła pierwsze pucharowe punkty. Pierwszy raz na podium zawodów tego cyklu stanęła 14 września 2005 roku w Valle Nevado, kończąc rywalizację na trzeciej pozycji. W zawodach tych wyprzedziły ją jedynie Hannah Teter z USA i Francuzka Doriane Vidal. Najlepsze wyniki osiągnęła w sezonie 2010/2011, kiedy to zajęła drugie miejsce w klasyfikacji generalnej AFU i klasyfikacji halfpipe’a.
W 2009 roku zdobyła srebrny medal na mistrzostwach świata w Gangwon, plasując się między Chinką Liu Jiayu, a Polką Pauliną Ligocką. Na rozgrywanych dwa lata później mistrzostwach świata w Stoneham była najlepsza, pokonując Ursinę Haller ze Szwajcarii i Liu Jiayu. Kolejny medal wywalczyła podczas mistrzostw świata w Stoneham, ponownie zajmując drugie miejsce. Na podium rozdzieliła tam Arielle Gold z USA i Francuzkę Sophie Rodriguez. Była też między innymi dziesiąta na mistrzostwach świata w Sierra Nevada w 2017 roku. 
W 2006 roku igrzyskach olimpijskich w Turynie, zajmując osiemnaste miejsce. Na rozgrywanych cztery lata później igrzyskach w Vancouver była ósma. Brała też udział w igrzyskach w Soczi, zajmując 26. miejsce.

## Osiągnięcia

### Igrzyska olimpijskie
| Miejsce | Dzień     | Rok  | Miejscowość | Konkurencja | Zwyciężczyni       |
| ------- | --------- | ---- | ----------- | ----------- | ------------------ |
| 18.     | 13 lutego | 2006 | Turyn       | Halfpipe    | Hannah Teter       |
| 8.      | 18 lutego | 2010 | Vancouver   | Halfpipe    | Torah Bright       |
| DNS     | 12 lutego | 2014 | Soczi       | Halfpipe    | Kaitlyn Farrington |

### Mistrzostwa świata
| Miejsce | Dzień       | Rok  | Miejscowość   | Konkurencja | Zwyciężczyni  |
| ------- | ----------- | ---- | ------------- | ----------- | ------------- |
| 24.     | 16 stycznia | 2003 | Kreischberg   | Halfpipe    | Doriane Vidal |
| 21.     | 20 stycznia | 2007 | Arosa         | Halfpipe    | Manuela Pesko |
| 2.      | 23 stycznia | 2009 | Gangwon       | Halfpipe    | Liu Jiayu     |
| 1.      | 20 stycznia | 2011 | La Molina     | Halfpipe    | -             |
| 2.      | 20 stycznia | 2013 | Stoneham      | Halfpipe    | Arielle Gold  |
| 21.     | 17 stycznia | 2015 | Kreischberg   | Halfpipe    | Cai Xuetong   |
| 10.     | 11 marca    | 2017 | Sierra Nevada | Halfpipe    | Cai Xuetong   |

### Puchar Świata

#### Miejsca w klasyfikacji generalnej
- sezon 2002/2003: -
- sezon 2003/2004: -
- sezon 2005/2006: 50.
- sezon 2006/2007: 5.
- sezon 2008/2009: 30.
- sezon 2009/2010: 18.
  - AFU[2]
- sezon 2010/2011: 2.
- sezon 2011/2012: 13.
- sezon 2012/2013: 10.
- sezon 2013/2014: 52.
- sezon 2014/2015: 39.
- sezon 2015/2016: 62.
- sezon 2016/2017: 63.

#### Zwycięstwa w zawodach
1. Furano – 18 lutego 2007 (halfpipe)
2. Valmalenco – 14 marca 2010 (halfpipe)
3. La Molina – 20 marca 2010 (halfpipe)
4. Bardonecchia – 11 marca 2011 (halfpipe)

#### Pozostałe miejsca na podium w zawodach
1. Valle Nevado – 14 września 2005 (halfpipe) - 3. miejsce
2. Bardonecchia – 3 lutego 2007 (halfpipe) - 2. miejsce
3. Calgary – 2 marca 2007 (halfpipe) - 3. miejsce
4. Calgary – 3 marca 2007 (halfpipe) - 2. miejsce
5. Lake Placid – 10 marca 2007 (halfpipe) - 3. miejsce
6. Stoneham – 18 marca 2007 (halfpipe) - 2. miejsce
7. Valmalenco – 21 marca 2009 (halfpipe) - 2. miejsce
8. Calgary – 30 stycznia 2010 (halfpipe) - 3. miejsce
9. Stoneham – 18 lutego 2011 (halfpipe) - 2. miejsce
10. Calgary – 26 lutego 2011 (halfpipe) - 2. miejsce
11. Arosa – 26 marca 2011 (halfpipe) - 2. miejsce
12. Cardrona – 28 sierpnia 2011 (halfpipe) - 2. miejsce
13. Soczi – 14 lutego 2013 (halfpipe) - 2. miejsce

- W sumie (4 zwycięstwa, 9 drugich i 4 trzecie miejsca).